# Campbell (CDP, New York)
Pour les articles homonymes, voir Campbell.
Campbell est une census-designated place du comté de Steuben, dans l'État de New York, aux États-Unis,. En 2020, elle compte une population de 659 habitants.